# Afferde
Afferde ist ein Vorort im Osten Hamelns. Das ursprünglich selbstständige Dorf wurde 1973 nach Hameln eingemeindet. Afferde ist flächenmäßig der sechstgrößte Ort in Hameln und verfügt mit 5.026 Einwohnern (Juni 2022), über die meisten Einwohner der Hamelner Ortschaften.

## Geschichte

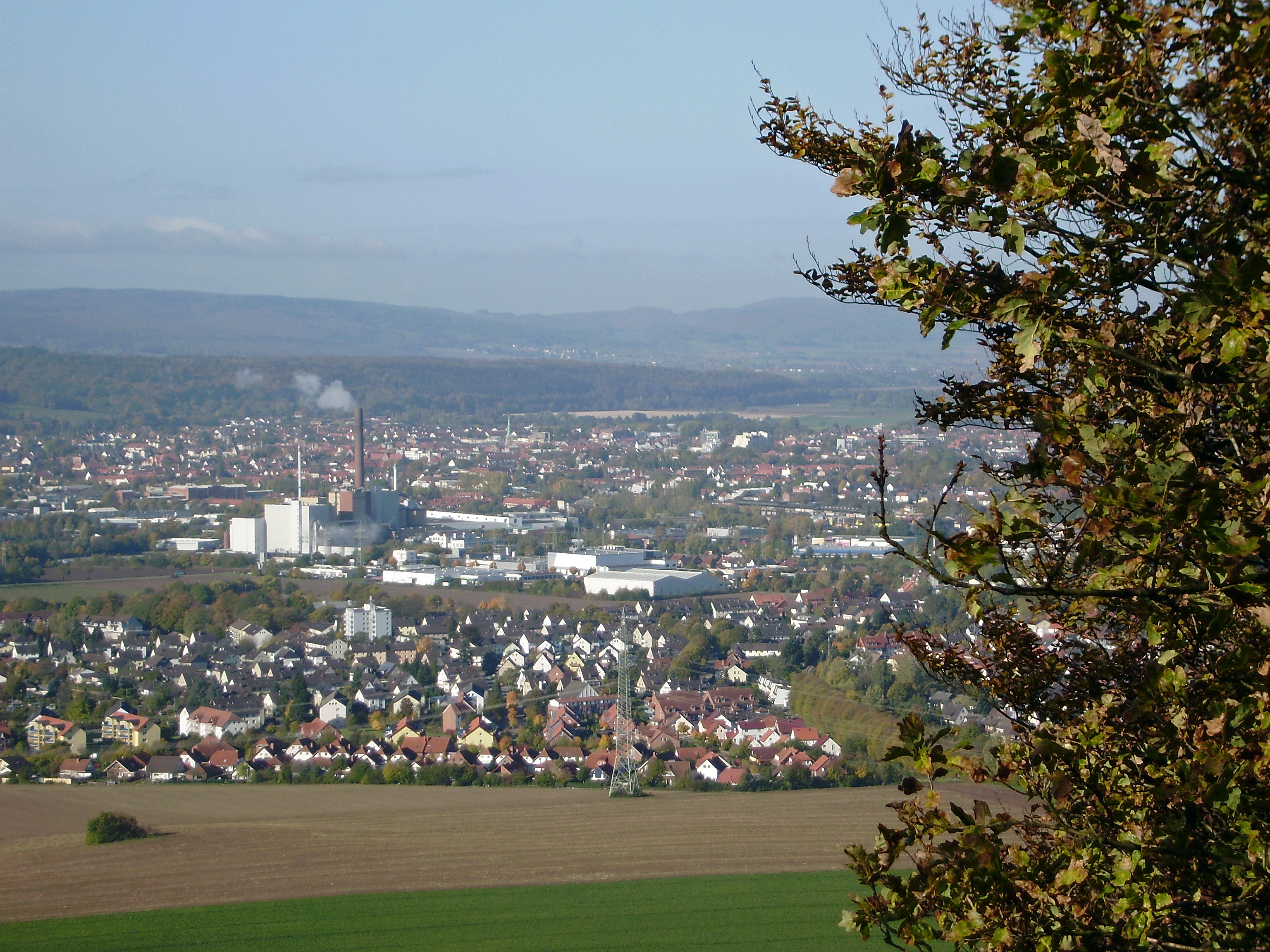
Blick auf Afferde von der Erhebung Hohe Stolle im Schecken

Afferde war bereits seit der Jungsteinzeit zumindest sporadisch besiedelt, wie archäologische Funde verschiedener Epochen belegen. Auf eine Besiedlung der Gegend im Mittelalter in der Zeit zwischen dem 9. und 11. Jahrhundert deutet die östlich des Ortes gelegene Wüstung bei Afferde.
Eine frühe Erwähnung findet der Ort in einer lateinisch abgefassten Urkunde von 1042, in der Bischof Bruno von Minden die Schenkung eines Hofes an das dort neu gegründete Kloster St. Mauritius bestätigt. Es handelt sich wahrscheinlich um den Hof Nr. 3, Sitz des adligen Geschlechts derer „de düthe“ oder „de Affordie“.
Im Juni 1912 erfolgten die Gründung des Elektrizitätswerks Wesertal und der Bau eines Heizkraftwerks.
Am 1. Januar 1973 wurde Afferde in die Kreisstadt Hameln eingegliedert.

## Religion

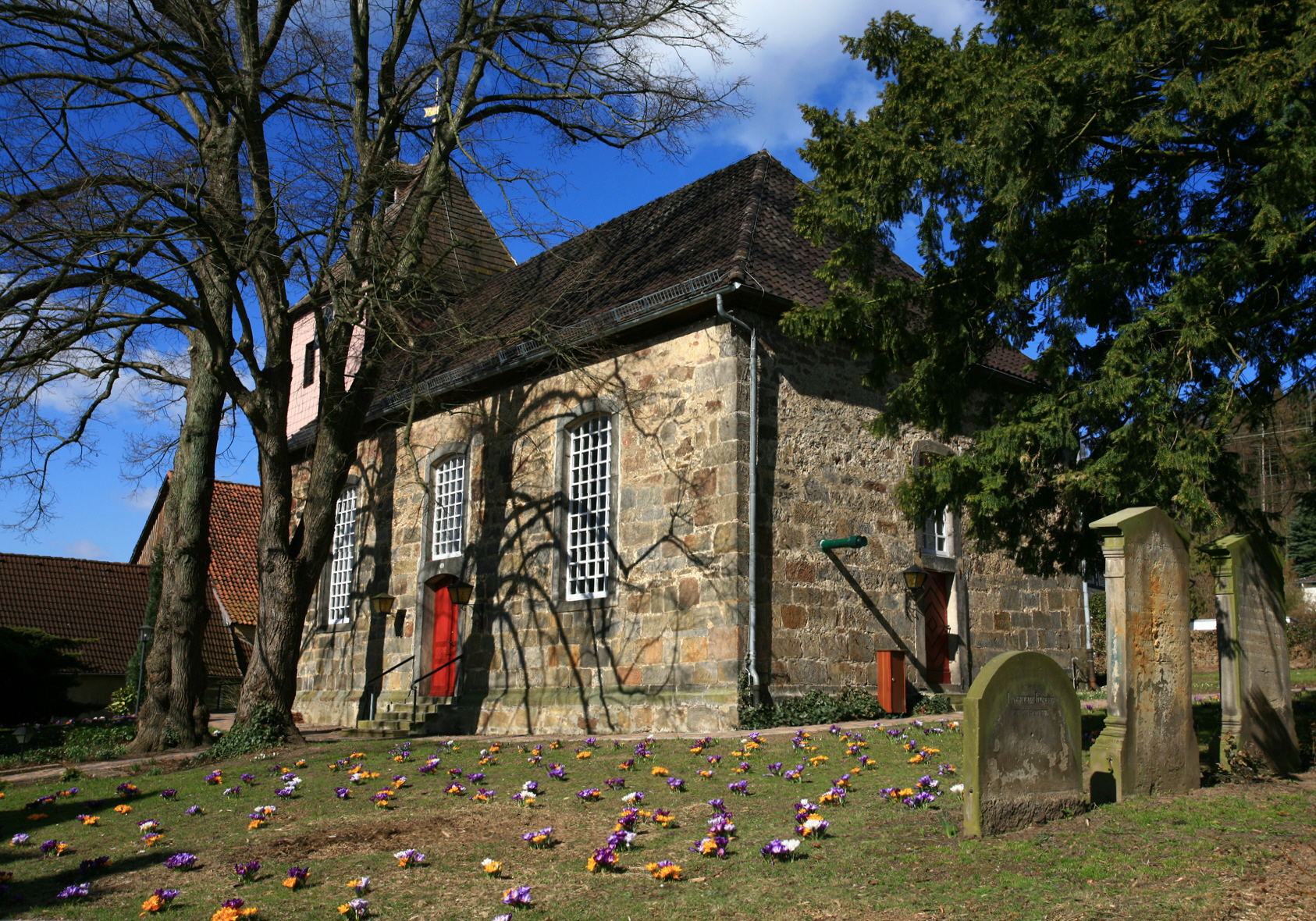
St.-Georg-Kirche

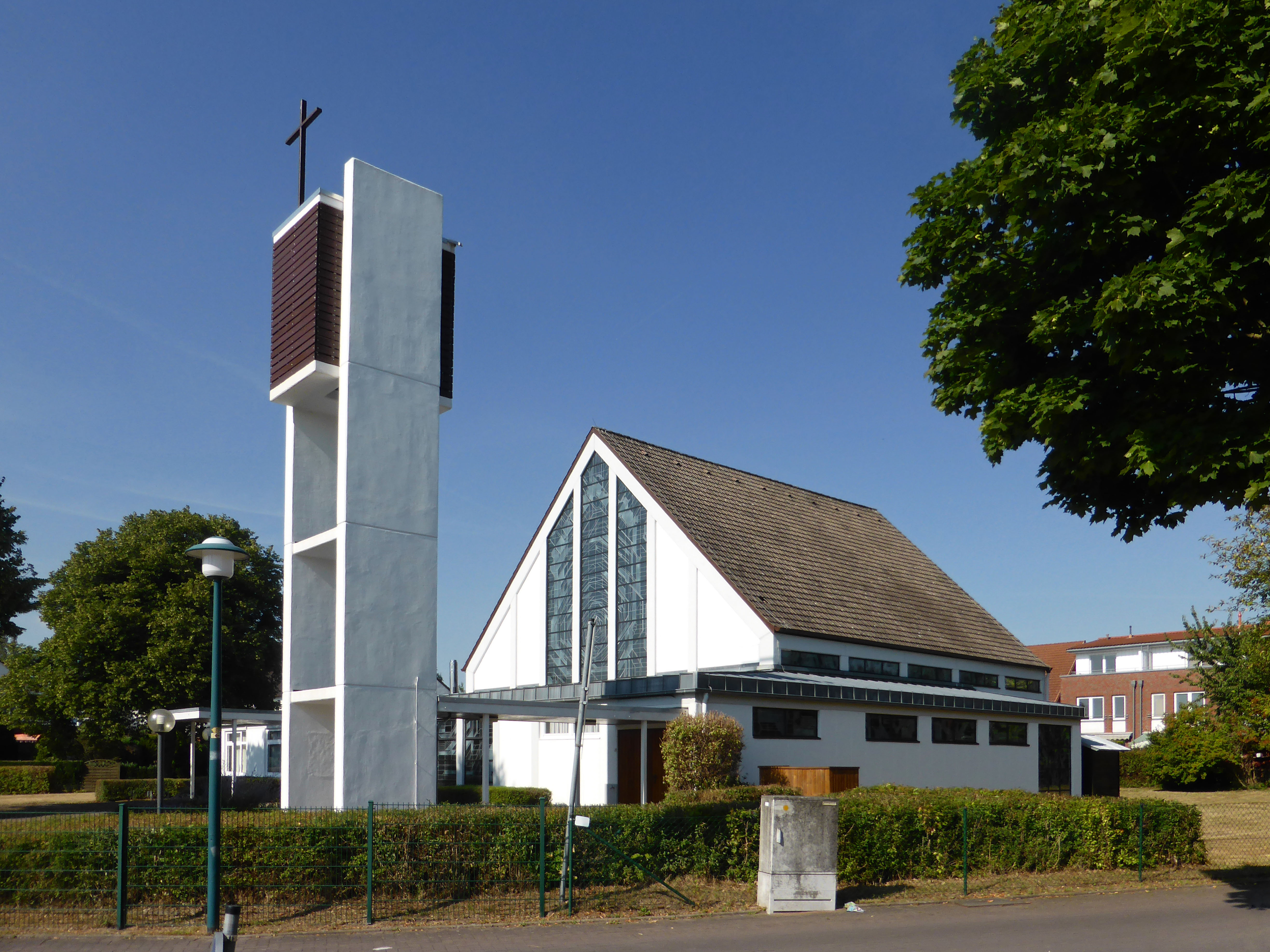
Mennonitische Freikirche

Die St.-Georg-Kirche wurde im Jahr 1773 auf dem Standort einer Vorgängerkirche errichtet, die aus der Zeit um 1200 stammte. Der Amtsinhaber der Pfarrstelle wohnte im 1829 als Fachwerkbau errichteten Pfarrhaus. Heute gehört die Kirchengemeinde Afferde zum evangelisch-lutherischen Kirchenkreis Hameln-Pyrmont.
Die St.-Monika-Kirche wurde 1970/71 als römisch-katholische Kirche erbaut. 2009 erfolgte ihre Profanierung und anschließende Neueröffnung als Filialkirche der Mennonitischen Brüdergemeinde Lemgo. Der Bedarf hierfür war durch die Ansiedlung mennonitischer Aussiedler aus Russland in Hameln entstanden.

## Politik

### Ortsrat Afferde
- Linke: 1
- SPD: 6
- Grüne: 1
- DU: 1
- CDU: 2

Die SPD verfügt mit 6 Sitzen über die Mehrheit.
Die nächste Kommunalwahl findet voraussichtlich im Herbst 2026 statt.

### Ortsbürgermeister
Ortsbürgermeister von Afferde ist das Ortsratsmitglied Björn Lönnecker (SPD) seit 2014. Er wurde 2016 und 2021 nach der Kommunalwahl wiedergewählt.

## Wappen
Quer geteilter Schild; oben auf grünem Grund ein halber weißer steigender Widder mit goldenem Gehörn und Hufen nach links, unten auf silbernem Grund ein durch den Querstrich geteiltes halbes schwarzes Kammrad/Zahnrad das in ein darunter liegendes kleineres eingreift.

## Wirtschaft und Infrastruktur

### Bildung
Die Grundschule Afferde wird von 198 Schülern besucht (Schuljahr 2017/2018).

### Verkehr
Die Bundesstraße 1 teilt den nördlich gelegenen alten Ortsteil von den Neubaugebieten im Süden ab.

## Bahnhof Afferde
Der Ort hatte einen Bahnhof an der Bahnstrecke Elze–Löhne. Da der Ort rund sieben Kilometer vom Bückeberg entfernt war, wurde dieser Bahnhof im Rahmen der Ausbauarbeiten für das Reichserntedankfest 1935 mit zwei Ausweich- und Abstellgleisen erbaut. Das Abfertigungsgebäude wurde in Holzbauweise errichtet und hatte zwei Warteräume und einen Fahrkartenschalter. Ein Toilettengebäude wurde daneben errichtet, in einem weiteren Anbau wurde die Stellwerkstechnik für den Bahnhof und einen beschrankten Bahnübergang untergebracht. Im ersten Stock des Gebäudes entstand eine Dienstwohnung.
Nach dem Zweiten Weltkrieg wurden die nicht benötigten Bahnsteige wieder abgebaut und der Bahnhof zum Haltepunkt zurückgestuft. 1964 wurde der Personenhalt aufgelassen. Das Gebäude wurde weiter als Schrankenposten und Blockstelle verwendet. 1977 zog der Schrankenwärter aus der Dienstwohnung aus, das Haus wurde Opfer einer Brandstiftung und 1978 abgerissen.

## Persönlichkeiten
- Christian Friedrich Jahns (1810–nach 1868), Lehrer und Schulbuch-Autor
- August Lönnecker (1905–1981), Kraftwagenmechaniker und Automobilsportler